# 飛行船の時代
『飛行船の時代－ツェッペリンのドイツ』（ひこうせんのじだい）は、関根伸一郎の歴史ドキュメントである。1993年に丸善ライブラリーとして発刊された。
関根伸一郎（1948年生まれ）はドイツに留学後、現地の邦人誌の記者を務めたジャーナリストである。本書は1900年から1948年のドイツのツェッペリン飛行船の歴史を追ったものである。

## 書誌情報
- 『飛行船の時代』－ツェッペリンのドイツ 関根伸一郎、丸善ライブラリー（1993年）ISBN 4621050788